# 三遊亭小圓右
三遊亭 小圓右（さんゆうてい こえんう）は落語の名跡。当代は三代目（落語芸術協会のHPには二代目と表記されている。）。
- 初代三遊亭小圓右 - 後∶初代三遊亭圓歌
- 二代目三遊亭小圓右 - 後∶二代目三遊亭圓右
- 三代目三遊亭小圓右 - 本項にて記述

三代目 三遊亭 小圓右（さんゆうてい こえんう、1950年7月31日 - 2025年3月28日）は、東京都小平市出身の落語家。本名：阿世知 義昭。出囃子は「俳諧師」。

## 経歴
関東高等学校（現：聖徳学園高等学校）卒業。
1969年10月、三代目三遊亭圓右に入門し「右らん」で初高座。
1973年4月、二ツ目昇進。
1984年4月、四代目三遊亭圓左、三遊亭左圓馬、三遊亭左遊、桂南治と共に真打に昇進し、「三代目三遊亭小圓右」を襲名。
2014年11月、脳梗塞で入院。2020年頃より協会内の香盤が「会友」へ移行し、事実上の引退状態となっていた。
2025年3月28日、心不全のため、死去した。74歳没。訃報は同年4月14日に落語芸術協会より公表された。